# West India Quay (Docklands Light Railway)
West India Quay è una stazione della Docklands Light Railway (DLR) a Poplar e serve il quartiere di West India Quay vicino a Canary Wharf. Si trova ai confini dell'Isle of Dogs e alla grande Tower Hamlets all'interno del West End di Londra. Si trova nel punto in cui la linea da Lewisham si divide in due diramazioni per Tower Gateway/ Bank e Stratford. Le stazioni successive su ciascuna linea sono la stazione di Canary Wharf (a Lewisham), Westferry (a Tower Gateway/Bank) e Poplar (a Stratford). La stazione si trova in Travelcard Zone 2.

## Storia
La stazione venne aperta nel 1987, ma venne chiusa dal 1991 al 1993 a causa di lavori nell'area circostante. Si trova nelle vicinanze del Museum in Docklands.